# Пафнутије Кефалас
Свети Пафнутије Кефалас (такође познат као Пафнутије Аскетик) је био савременик Светог Антонија Великог. За њега се каже, да је осамдесет година носио једну исту расу. Свети Антоније високо га је ценио и свима је говорио да је то истински подвижник који уме лечити и спасавати душе.
Српска православна црква слави га 25. фебруара по црквеном, а 10. марта по грегоријанском календару.